# Eberbach-Seltz
Eberbach-Seltz è un comune francese di 408 abitanti situato nel dipartimento del Basso Reno nella regione del Grand Est.

## Società

### Evoluzione demografica
Abitanti censiti